# Soberanos e intervenidos
Soberanos e intervenidos. Estrategias globales, americanos y españoles es una obra ensayística escrita por el doctor en ciencias políticas Joan E. Garcés. La primera edición se publicó en junio del año 1996 y en la actualidad cuenta con cuatro ediciones siendo la última del año 2012. El prólogo de la obra está escrito por el periodista y escritor uruguayo Mario Benedetti.

## Contenido
En este ensayo, Joan E. Garcés trata de mostrar al lector las estrategias tanto políticas como económicas o militares que, las potencias mundiales del siglo XX llevaron a cabo, sometiendo a fin de cuentas a los estados independientes, incurriendo al mismo tiempo en el intervencionismo a través de determinados mecanismos globalizadores.

«Creo que desde ahora Soberanos e intervenidos será un libro insoslayable para quienes intenten profundizar en la trama internacional de este siglo. Por una parte, las intervenciones de Estados Unidos (invasiones, asesinatos programados, chantajes económicos, penetración cultural, etc.) en los países de América Latina, con evidente menoscabo de su soberanía y, por otra, las interconexiones en clave de poder en la propia Europa, con determinaciones de enorme trascendencia para los respectivos pueblos pero resueltas a espaldas de los mismos.»
Mario Benedetti en el prólogo de Soberanos e intervenidos (2012)

## Estructura
La obra consta de dos partes centrales a la que les antecede:
- Prólogo. Desarrollado por Mario Benedetti,

- Abreviaturas. Definición de las abreviaturas que acompañan al ensayo.

- Introducción del autor.

Posteriormente encontramos las dos partes centrales de ensayo se desarrollan de la siguiente manera:
- Primera parte. Lleva por título Intervención y guerra fría y se compone de siete capítulos que a su vez se dividen en apartados.

- Segunda parte. Recibe el título de Estrategias mundiales e intervención y la componen un total de cuatro capítulos divididos a su vez en diferentes apartados.

El cierre del ensayo está compuesto, en el caso de la edición del año 2012 por:
- Epílogo a la edición de 2012
- Documentos
- Índice alfabético.

## Ediciones
- Primera edición en el año 1996.
- Segunda edición en el año 2000.
- Tercera edición en el año 2008.
- Cuatro edición en el año 2012.